# 黄色瑞華
黄色 瑞華（おうしき ずいけ、1936年 - ）は、日本の国文学者、城西大学名誉教授。  
新潟県中頸城郡吉川町（現上越市）生まれ。1959年、中央大学国文科卒。1966年、同大学院博士課程中退。米国ノーベル大学（現・バークレー科学大学）文学博士。城西大学助教授、教授。2007年、定年退任。

## 著書
- 『日本文学 理念と展開』高文堂出版社 1968
- 『一茶小論』高文堂学術選書 1970
- 『芭蕉・蕪村・一茶 近世俳諧文学史要』上 成文堂 1982
- 『小林一茶 人生の悲哀』新典社 日本の作家 1984
- 『拾い読み一茶の句』高文堂出版社 人間活性化双書 1988
- 『おらが春詳考』高文堂出版社 1993
- 『望郷と回帰 信濃の一茶』高文堂出版社 1995
- 『一茶の世界 親鸞教徒の文学』高文堂出版社 1997
- 『一茶歳時記』高文堂出版社 1999
- 『一茶の旅』高文堂出版社 1999

### 共編著
- 『入門日本文学』谷光忠彦共著 高文堂出版社 1965
- 『最新国語ハンドブック』増補改訂 谷光忠彦共編著 高文堂出版社 1968
- 『日本文学史入門 作品重点』共著 高文堂出版社 1969
- 『写真柏原の一茶』越統太郎、清水哲共編 高文堂出版社 1975
- 『100人で鑑賞する百人一句』佐伯昭市共編 教育出版センター・サンシャインカルチャー 1983
- 『近世の詩歌』編 高文堂出版社 1995
- 『近世の文学』編 高文堂出版社 1997-1998

### 校注・訳
- 小林一茶『寛政三年紀行』高文堂新書 写真・一茶シリーズ 1975
- 小林一茶『校本おらが春 附文虎本おらが春』校注 成文堂 1975
- 小林一茶『おらが春・父の終焉日記 現代語訳』訳 高文堂新書 1979
- 松尾芭蕉『おくのほそ道 井筒屋本』成文堂 1987
- 『おらが春 一茶自筆稿本』編 明治書院 1987
- 『おらが春』校注 明治書院 1988
- 『一茶文選』高文堂出版社 1993